# Montchanin
Montchanin – miejscowość i gmina we Francji, w regionie Burgundia-Franche-Comté, w departamencie Saona i Loara.
Według danych na rok 1999 gminę zamieszkiwały 5993 osoby, a gęstość zaludnienia wynosiła 715 osób/km² (wśród 2044 gmin Burgundii Montchanin plasuje się na 36. miejscu pod względem liczby ludności, natomiast pod względem powierzchni na miejscu 1056.).